# Eupithecia bini
Eupithecia bini är en fjärilsart som beskrevs av András Vojnits 1981. Eupithecia bini ingår i släktet Eupithecia och familjen mätare. Inga underarter finns listade i Catalogue of Life.